# Synopeas angustulum
Synopeas angustulum är en stekelart som först beskrevs av Fouts 1925.  Synopeas angustulum ingår i släktet Synopeas och familjen gallmyggesteklar. Inga underarter finns listade i Catalogue of Life.